# Histoire de Montbéliard

Les armoiries de la ville de Montbelliard se blasonnent ainsi:
Écartelé: aux 1er et 4e d'or à trois demi-ramures de cerfs de sable posées en fasce et rangées en pal, aux 2e et 3e de gueules à deux bars adossés d'or; à la croix d'argent brochant sur la partition et chargée en cœur d'une étoile de six rais d'azur.
Devise: « en Dieu est mon appuy ».

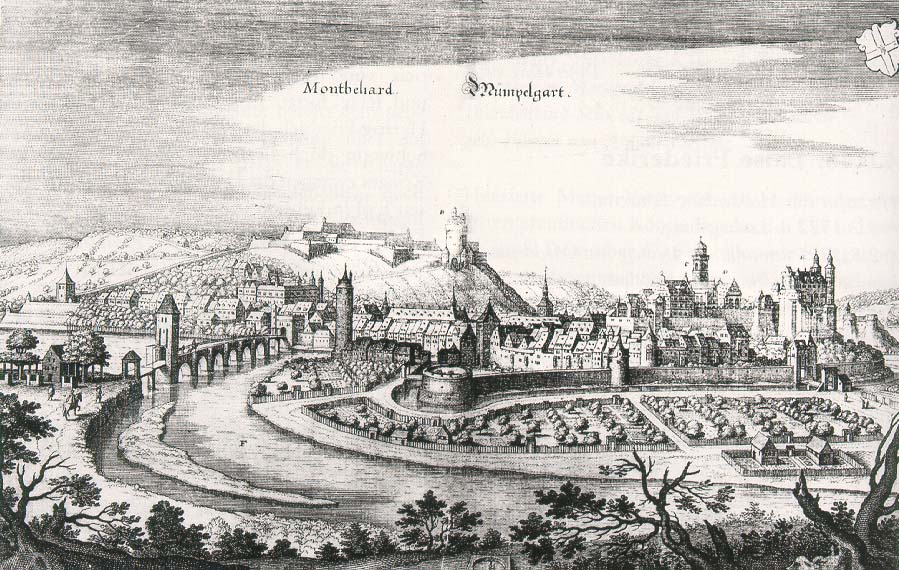
La ville de Montbéliard vers l'an 1600.

La blason de la Principauté de Montbéliard.

L'histoire de Montbéliard couvre à la fois celle de la ville de Montbéliard et celle de la Principauté de Montbéliard, domaine situé sur les marches de l'Alsace (Belfort n'est qu'à 20 km plus au nord), possession des comtes de Wurtemberg de 1407 à 1796 et considéré à ce titre comme faisant partie du Saint-Empire romain germanique, bien que majoritairement francophone. Par voie de conséquence, étant donné les règles fixées par la paix d'Augsbourg (1555), Montbéliard - seule ville francophone dans ce cas - a adopté le luthéranisme comme religion d'État et a constitué par la suite l'un des bastions du protestantisme en France. Conquise par la France en 1793 et annexée en 1796, Montbéliard a connu dès lors un développement économique et industriel rapide, illustré par des familles telles que les Peugeot ou les Japy. Elle reste à ce jour marquée par l'industrie automobile (Usine PSA de Sochaux).

## Origines

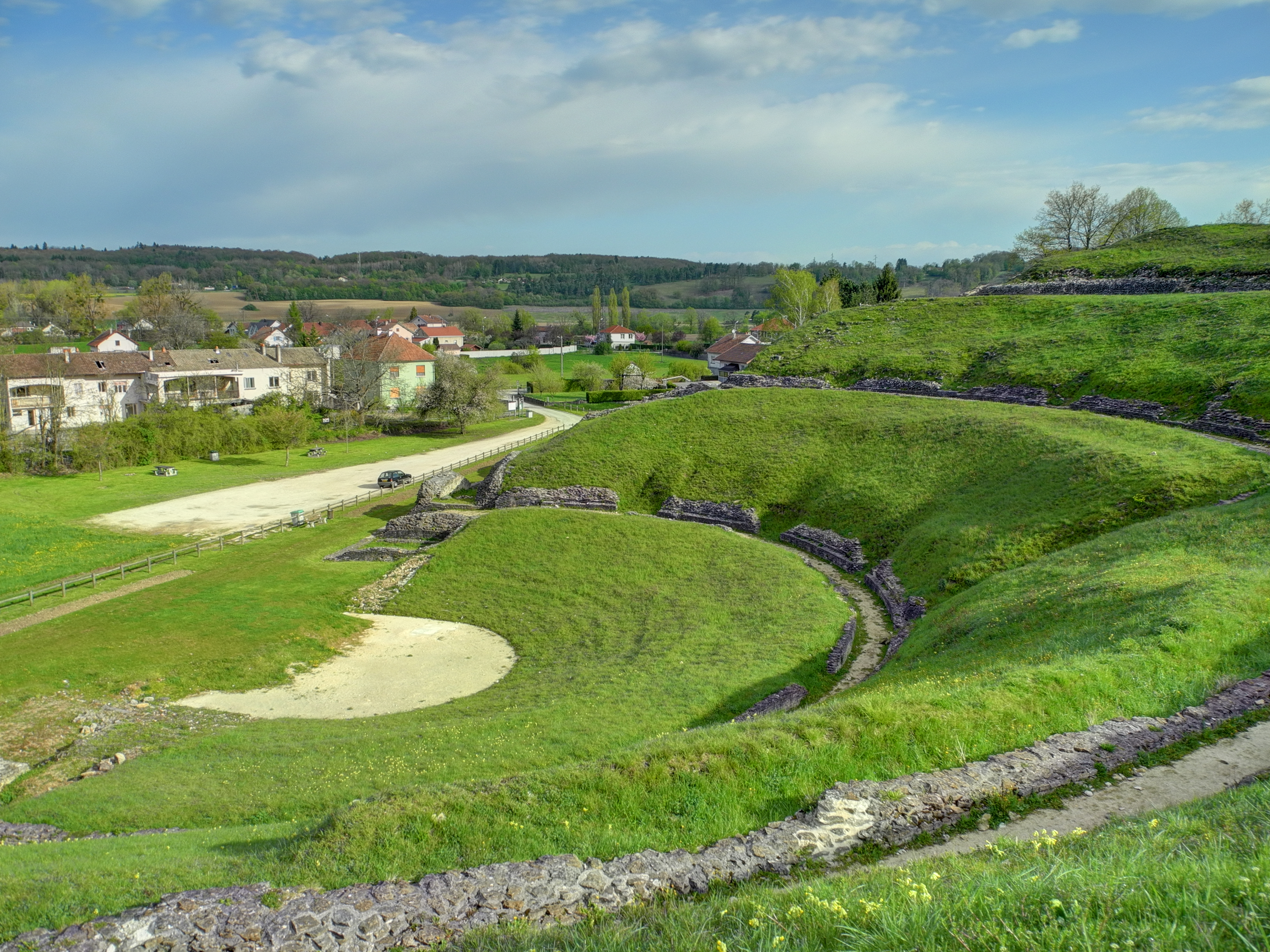
Vestiges du théâtre gallo-romain de Mandeure.

Les alentours du site de Montbéliard étaient déjà très développés dès l'époque antique, comme en témoignent les ruines du théâtre gallo-romain de Mandeure (Epomanduodurum). Jusqu'au VIIe siècle, la cité de Mandeure domine la région avant d'être supplantée par Montbéliard. Le site de Montbéliard est situé sur une voie romaine secondaire reliant Mandeure à Luxeuil.
La première trace écrite de la ville (Montem Billiardae) date de 985 dans la Vie de saint Valbert, abbé de Luxeuil. Il s’agit alors d’un petit groupe d’habitations situé sur un rocher fortifié surplombant le confluent de l’Allan et de la Lizaine. Le nom de « Montbéliard » vient d'un prénom féminin d'origine germanique (Abelard de Montagu, 8 septembre). Il est possible qu'à l'époque carolingienne Montbéliard était un castrum situé au centre d'un domaine foncier faisant partie du pagus d'Elsgau. Le château apparaît au XIe siècle pour consolider les frontières face aux invasions hongroises. Le comte Louis (proche de l'empereur), qui détient la Haute-Lorraine, le comté de Bar et le Sundgau, se marie en 1038 avec Sophie de Bar (Capétiens) pour conserver Montbéliard. Le comté de Montbéliard est probablement le résultat du partage de ses possessions après sa mort. Le deuxième seigneur connu est Thierry Ier, puis Thierry II qui a fondé, entre 1140 et 1145, un chapitre collégial dans l'église où avait amené les reliques de saint Maimbœuf au Xe siècle.

## Montbéliard au Moyen Âge

### Le haut Moyen Âge
Après la construction du premier château (ou "châtel devant") au XIe siècle, le "châtel derrière" est construit pour l'agrandir. L'église Saint-Pierre et quelques habitations apparaissent en même temps. Au XIIe siècle, un bourg castral s'établit en avant du "châtel devant", puis le bourg Vautier se développe au cours du siècle suivant du côté du "châtel derrière". Montbéliard se trouvant sur la route reliant les Vosges au Juras, la ville s'est développée en devenant une place d'échange avec la création d'un marché en 1248. Des marchands juifs et lombards s'y établissent. Une administration comtale se développe avec un groupe de prud'hommes conseillant le comte. La ville s'agrandit jusqu'au XIVe siècle puis décline à cause de la peste. L'événement majeur durant cette période est la signature de la Charte de franchise de 1283 qui va fixer le statut de la ville jusqu'en 1793. Le comte Renaud de Bourgogne donne l'autonomie à Montbéliard en échange de 1 000 livres estevenantes (monnaie de Besançon) et du payement de la toisé (impôt calculé par rapport à la largeur de la façade des habitations). L'administration est dirigée par le Conseil des XVIII, composé de deux représentants élus par guet (quartier). Ce Conseil des XVIII élit et assiste les neuf bourgeois qui sont les vrais maîtres de la ville. Les notables sont les anciens membres de ces deux conseils. Tout ceci forme le Magistrat (ou conseil de ville).

### Le bas Moyen Âge

Armoiries du Comté de Wurtemberg, élevé en duché (en 1495) qui sont également les armes de Montbéliard.

Plusieurs dynasties se sont succédé : les Mousson, les Montfaucon à partir de 1163 qui possédaient Belfort et Porrentruy, la famille de Chalon après le mariage de Renaud de Bourgogne avec Guillemette de Neufchâtel en 1282, puis Montbéliard revient aux seigneurs de Montfaucon en 1332 par le mariage d'Agnès de Montbéliard avec Henri de Montfaucon. Henri, fils d'Étienne de Montfaucon meurt en croisade à Nicopolis en 1396. Étienne de Montfaucon, resté sans descendance mâle, nomme peu avant son décès Henriette (l'une de ses petites-filles), héritière de ses biens et la fiance à Eberhard IV de Wurtemberg. Le mariage eut lieu en 1407. Le comté de Montbéliard passe donc dans le giron de cette famille germanique et devient en même temps une terre d'Empire. Cette nouvelle alliance apporte la seigneurie alsacienne de (Riquewihr, et le comté d'Horbourg). Elle s'ajoute aux seigneuries comtoises (Clerval, Passavant) et à celles d'Héricourt, Etobon, Blamont, Clémont.
Associant les armes du Wurtemberg et celles du comté de Montbéliard, les ducs de Wurtemberg blasonnent désormais en un écu écartelé, au 1 et 4 d'or, à trois demi ramures de cerf de sable et au 2 et 3 de gueules aux deux bars adossés d'or.
Au XVe siècle, Montbéliard a une superficie de 5 hectares et une population estimée à 1 500 habitants, l'architecture des habitations est très proche du style alsacien. La production artisanale est active et organisée en « chonffes » (corporations) qui réglementent scrupuleusement les corps de métiers.

## Montbéliard auXVIesiècle

### Situation de la ville
Montbéliard est entourée par de nombreux voisins qui ont tendance à l'influencer, comme le royaume de France, la Suisse, le comté de Bourgogne et le reste du Saint-Empire romain germanique dont elle fait partie, mais la langue utilisée reste le français. Le comte de Montbéliard (qui peut être le duc de Wurtemberg ou son cadet) crée le Conseil de Régence composé de 10 membres nommés par lui-même, c'est un conseil des finances, des ecclésiastiques et un tribunal seigneurial.
La ville se remet petit à petit des pertes humaines dues à la peste et des destructions des troupes lors de la guerre de Cent Ans (surtout celles des Écorcheurs en 1438/1439 et 1444/1445) et des guerres de Bourgogne.

### La Réforme à Montbéliard
Ces calamités provoquent une crise de la foi chez les fidèles, visible avec la multiplication des procès de sorcellerie. La richesse du clergé local et ses abus sont dénoncés. Guillaume Farel, appelé par le duc Ulrich VI de Wurtemberg, arrive en 1524 dans cette ambiance propice à ses prédications protestantes. Son intégrisme conduit à l'envoi de Capucins par l'archevêque de Besançon qui menace ensuite d'excommunication et d'interdit les habitants de la ville. Farel est expulsé de Montbéliard en mars 1525 et laisse la ville à moitié convertie au luthéranisme. Le duc Ulrich insiste et envoie le pasteur Pierre Toussain. Il termine l'œuvre de Farel : en 1537 le culte de l'image est supprimé, les confréries sont abolies et des écoles protestantes pour filles et garçons voient le jour ; la plupart des instituteurs sont des pasteurs. En 1538, Montbéliard est devenu protestant et Toussain prêche alors dans tout le comté, il devient surintendant de l'Église nouvelle. L'intérim de Charles Quint rétablit le catholicisme de 1547 à 1552, puis le luthéranisme est restauré. Georges Ier de Wurtemberg s'oppose au désir du Magistrat d'appliquer le calvinisme. La paix d'Augsbourg en 1555 impose le luthéranisme définitivement à Montbéliard sur toutes les autres formes de christianisme. Georges Ier crée une bourse pour envoyer en formation ses pasteurs à l'université de Tübingen dans le Wurtemberg.

### La Renaissance de Montbéliard
De 1558 à 1561, une régence est instaurée en attendant la majorité de Frédéric Ier de Wurtemberg ; ses devanciers ont imposé le luthéranisme. La Réforme religieuse dans la principauté se fortifie. Mais des calvinistes qui fuient les guerres de religion en France se réfugient en nombre dans la principauté. Toussain est mis à la retraite en 1573. Le prince Frédéric est maintenant au pouvoir. Dès lors, un antagonisme religieux s'instaure. Un colloque entre les deux partis est arbitré par le prince en 1586, mais ce dernier échoue. Fidèle à ses convictions, Frédéric (summus episcopus) impose plus que jamais le Luthéranisme qui devient religion d'État. Les calvinistes sont tenus de se conformer à sa doctrine et ceux qui s'y opposent doivent quitter la Principauté. La sorcellerie est combattue (38 personnes brûlées de 1555 à 1618). Après le siège de la ville de décembre 1587 à janvier 1588 par le duc de Guise, la situation s'améliore. Le temple Saint-Martin est érigé à partir de 1601 et le luthéranisme est cette fois définitivement établi en échange de la confirmation de la Charte de Franchise de 1283. Par le talent de son architecte Heinrich Schickhardt, Frédéric Ier va alors entreprendre l'agrandissement de la ville avec un nouveau quartier : la « Neuve-ville » ; au château avec la construction de l'hôtel des gentilshommes et l'extension de la halle au grains, avec la construction d'une bibliothèque, d'une école latine (collège) et d'une académie universitaire. Une imprimerie (1587), une papeterie et un jardin botanique seront encore créés. Les forges de Chagey, les salines de Saulnot sont consolidées avec un nouveau grand puits et des fours fonctionnant au charbon (extrait à Corcelles). Son fils Jean-Frédéric de Wurtemberg poursuit son œuvre. Claude Flamand, successeur de Schickhardt, parachève la Neuve-ville, la citadelle est terminée, les forges d'Audincourt sont construites, l'agriculture et l'élevage sont modernisés. En 1618-1620, on dénombre dans la ville 4 000 habitants environ.

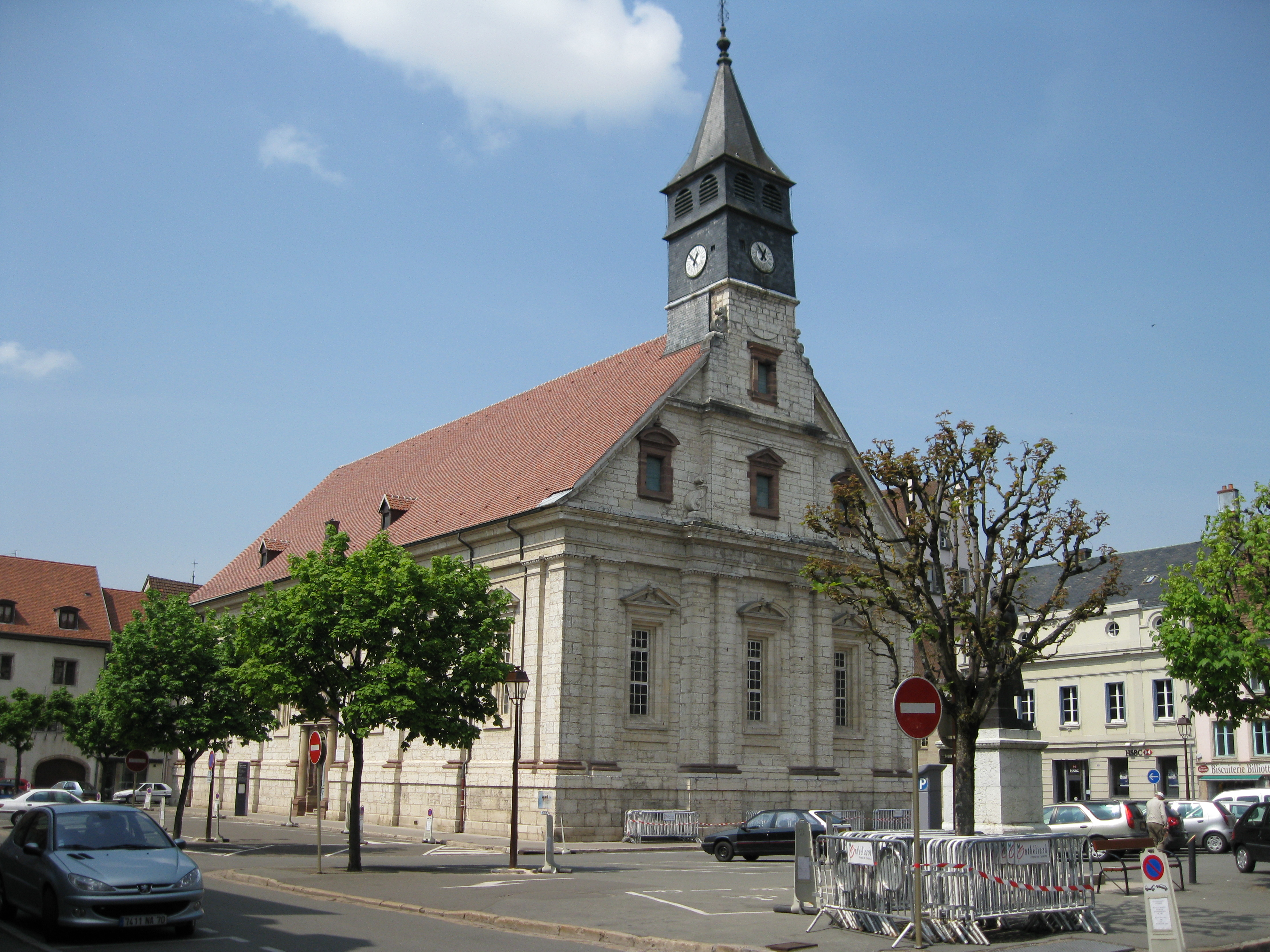
Le temple Saint-Martin.
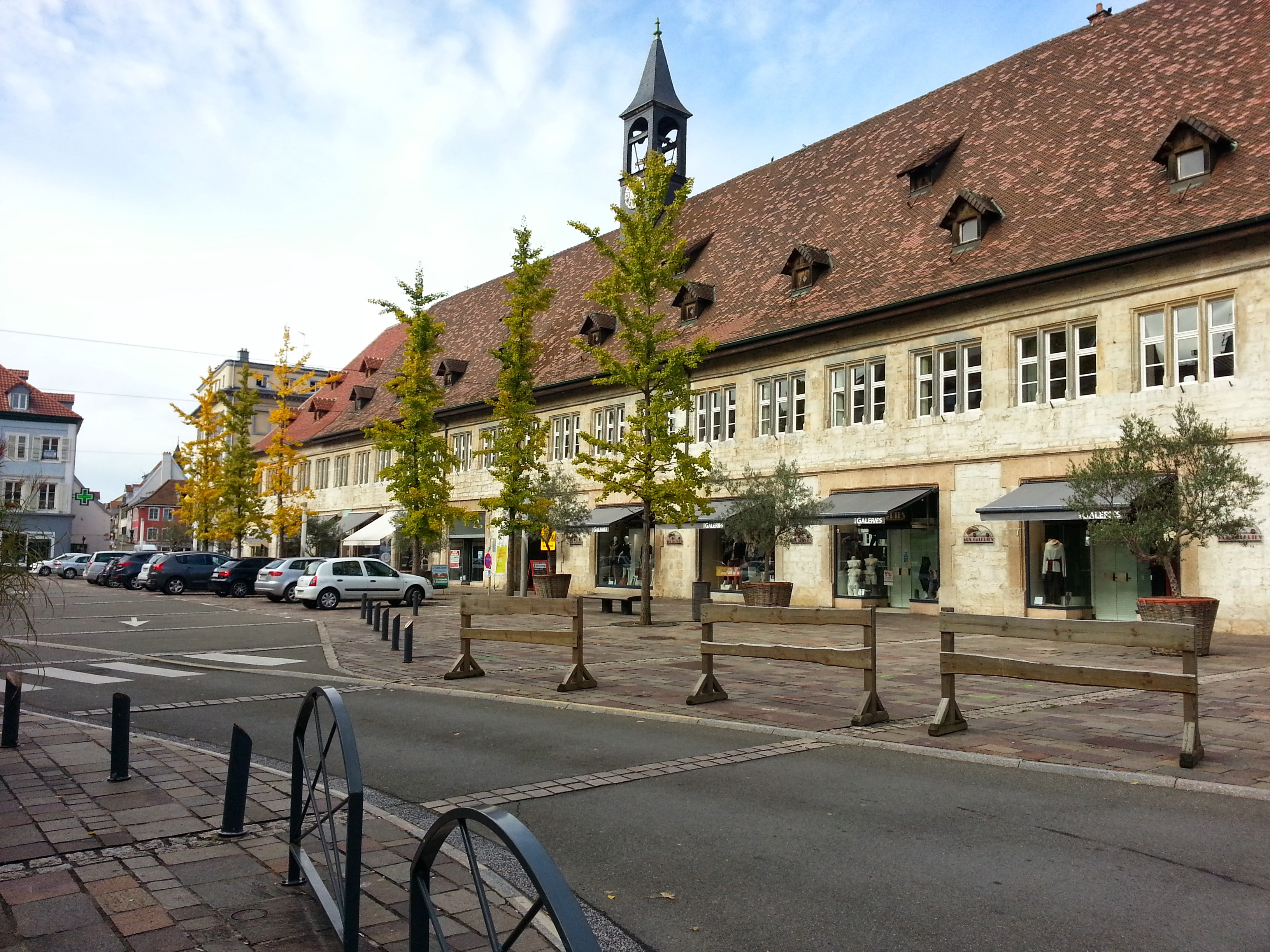
Les halles de Montbéliard.
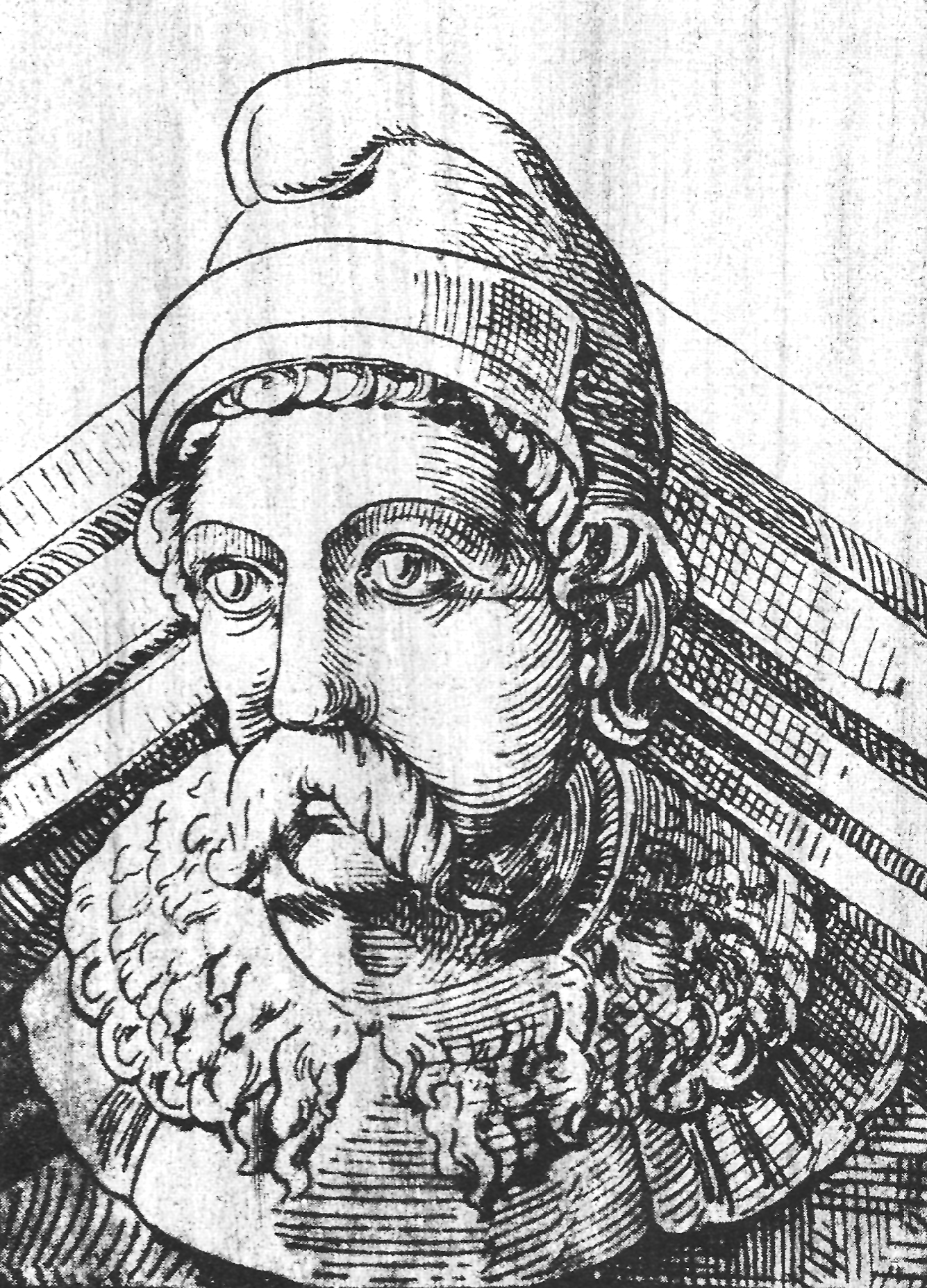
Heinrich Schickhardt.
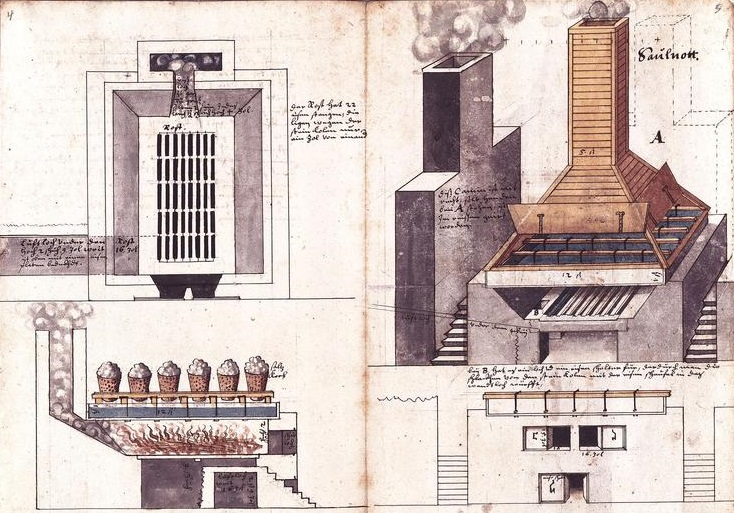
Un four à charbon de la saline de Saulnot (illustration d'Heinrich Schickhardt).
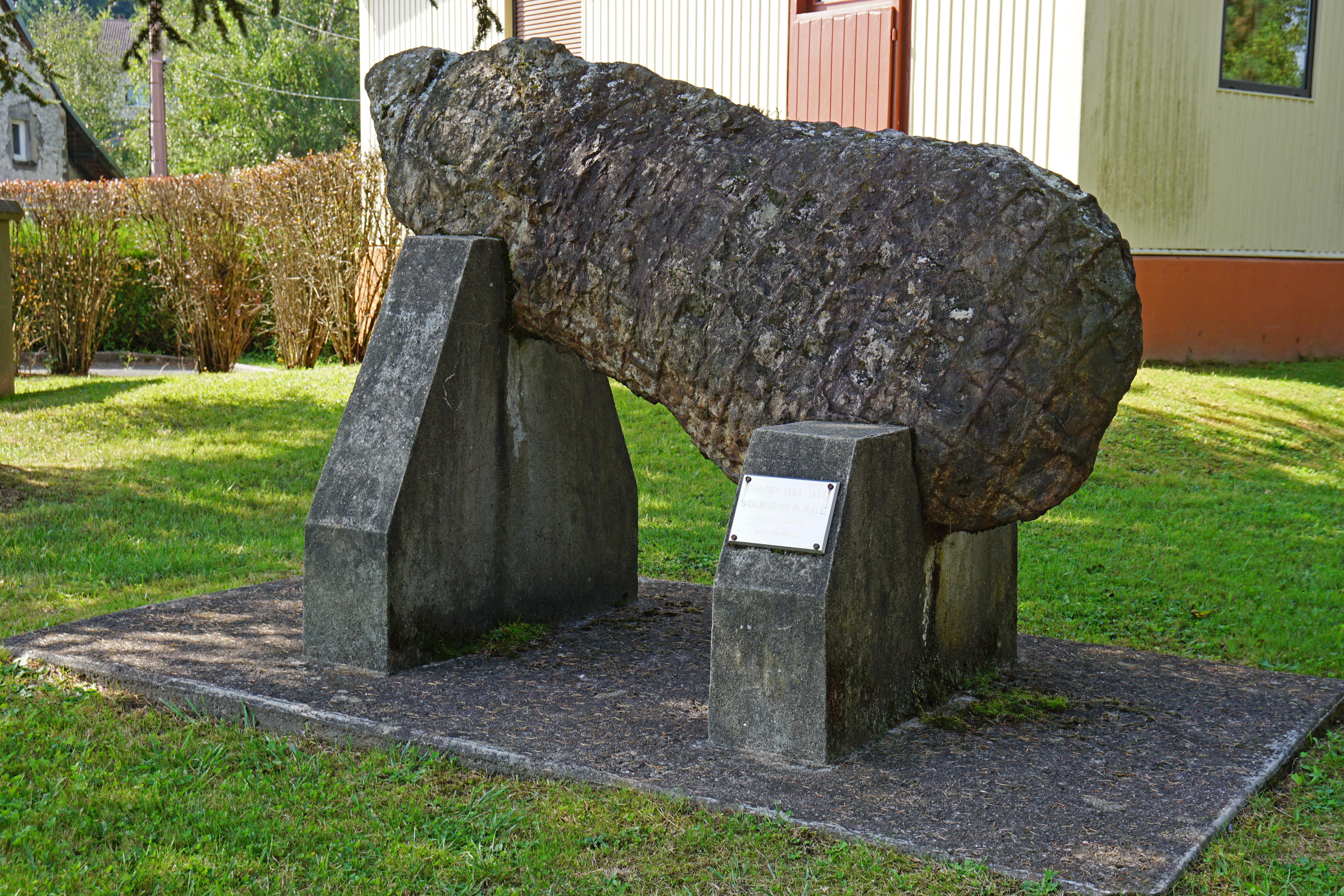
Horniau[Note 1] issu du haut-fourneau de Chagey.

## Montbéliard auXVIIesiècle

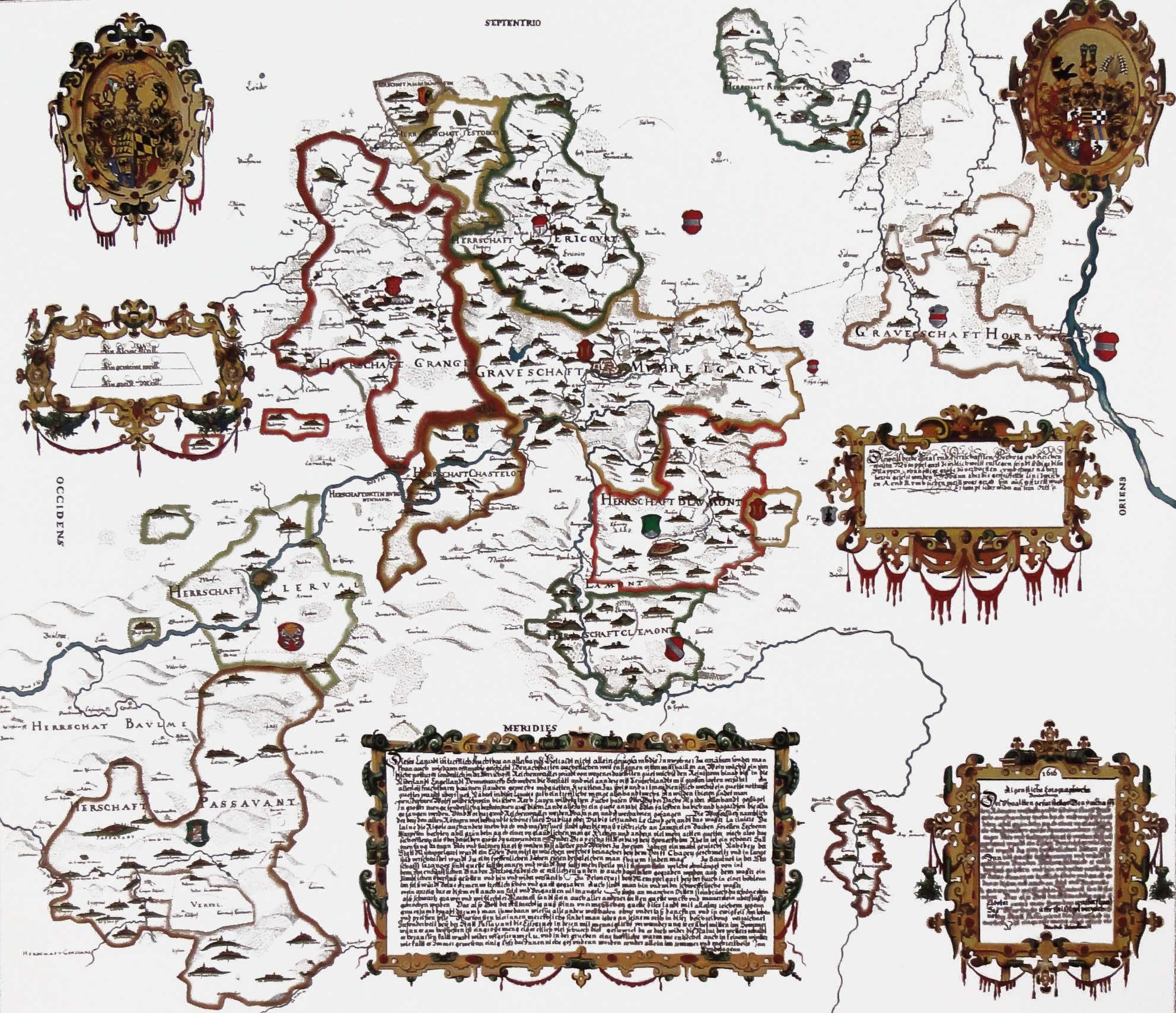
Territoire du comté de Montbéliard et de ses seigneuries dépendantes en 1616.

### Le comté plongé dans la guerre de Trente Ans
Les Habsbourg veulent imposer le catholicisme dans tout l'empire. Montbéliard reste neutre et essaye de montrer sa fidélité. Jusqu'en 1630, les conflits sont évités. Léopold-Frédéric de Wurtemberg doit faire face ensuite aux mouvements des troupes suédoises et impériales qui passent par la porte de Bourgogne. En 1633, le comte demande l'aide de la France et reçoit 750 soldats qu'il doit loger et entretenir. La France étant ennemi de l'empire, Montbéliard est alors attaqué et Léopold-Frédéric doit s'exiler en Suisse. 20 000 soldats français arrivent en renfort et Montbéliard arrive à résister. Toutefois, les conséquences sur la population sont dramatiques. La famine éclate en 1635, les épidémies suivent avec l'afflux de réfugiés et tuent la moitié de la population, des villages disparaissent et la mortalité est élevée, comme dans le reste de la Franche-Comté.

### L’occupation française
Georges II de Wurtemberg monte sur le trône en 1662. Le pays de Montbéliard se reconstruit mais est déjà sous la menace française. En effet, la majeure partie de l'Alsace devient française en 1648, la Franche-Comté en 1674. La cité se retrouve ainsi enclavée à l'instar de la République de Mulhouse. La France occupe alors le comté de 1676 à 1698, Georges II s'enfuit à Bâle puis en Silésie avec toute sa famille. Le Magistrat et le Conseil de Régence gouvernent. Toutefois, la France prend ses aises: le château est pillé ainsi que les archives, les revenus du comte sont saisis, la citadelle et les remparts sont détruits. De plus, les habitants doivent loger les soldats. Le traité de Ryswick permet la fin de l'occupation et le retour du comte Georges II doit réinstaurer le luthéranisme mais à la suite d'une nouvelle occupation de la France en 1699, un curé royal est installé et l'église Saint-Maimbœuf (au château) devient catholique. Les seigneuries dépendantes (appelées aussi Quatre Terres) du comté de Montbéliard sont perdues et converties au catholicisme.

## Montbéliard auXVIIIesiècle

### Le règne de Léopold-Eberhard
Léopold-Eberhard de Wurtemberg (1699-1723). Fils unique de Georges II, il combat Louis XIV tout comme l'avait fait son père défunt. Il se marie à Anne-Sabine Hedwiger, fille d'un capitaine qu'il connut au cours d'un séjour en Silésie; il fait anoblir cette roturière sous le nom de comtesse de Sponeck. Mais Léopold-Eberhard s'est surtout distingué par son goût du lucre et par ses mœurs déplacées (on lui comptait quatre maîtresses avec qui il eut sans doute une vingtaine d'enfants illégitimes). Toutefois, il sut relancer l'économie montbéliardaise en faisant venir des paysans alsaciens anabaptistes. Une descendance de cette communauté subsiste encore dans le pays. Léopold-Eberhard entre en conflit avec les bourgeois en 1704 en raison de la multiplication des taxes qu'il décrète et son ingérence dans les prérogatives du Magistrat (Conseil de ville). Une plainte est déposée à la Cour impériale de Wetzlar. Le prince refuse toute concession et arrête le bourgeois en chef, les archives sont saisies et la garde bourgeoise est désarmée. Le Magistrat est dissous et le prince nomme tout bonnement ses hommes. Les bourgeois exilés déposent une requête envers l'empereur Joseph Ier qui force Léopold a signer le « traité amiable » en 1708. Les bourgeois destitués sont rétablis dans leur fonction et les taxes sont remises aux taux de 1704. Le prince meurt à l'âge de 53 ans sans héritier légitime et sans prospérité. Après ses obsèques, les habitants du pays eurent le sentiment que le plus calamiteux des règnes qu'ils eussent connus venait de prendre fin.

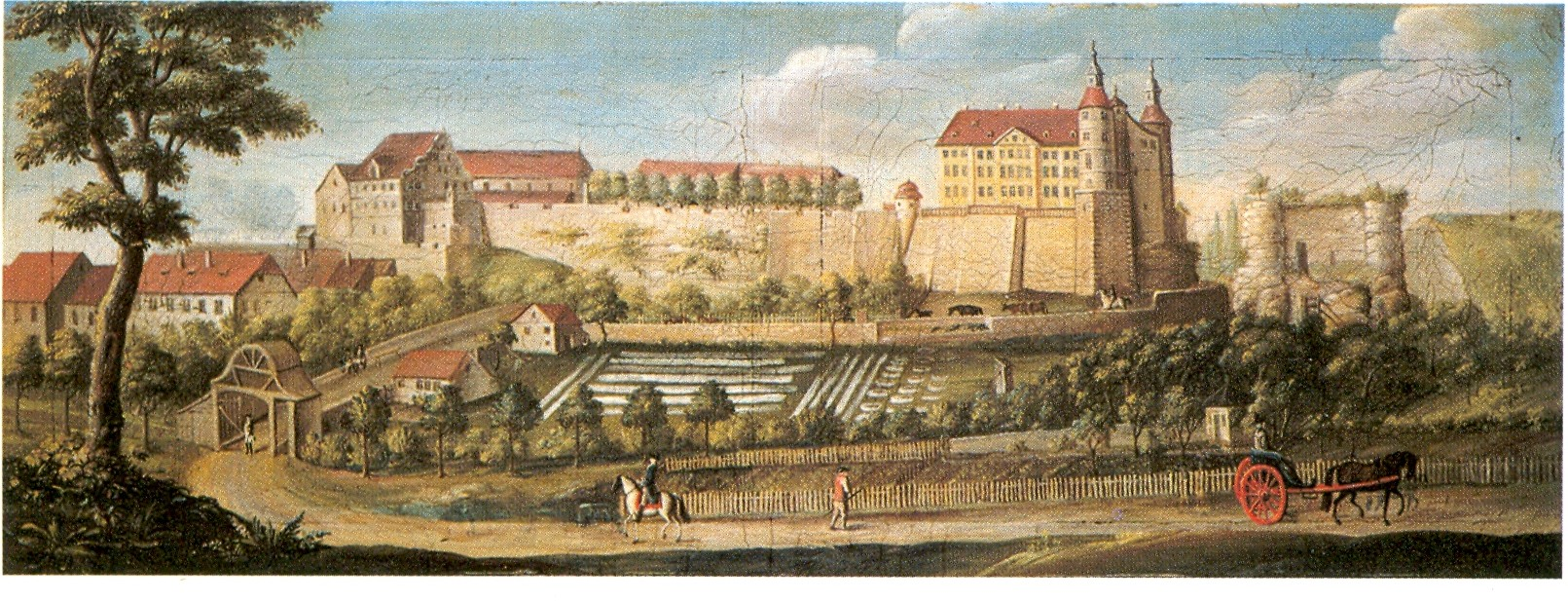
Le château au XVIIIe siècle.

### Une paix relative sous une ère d'indépendance
La France est affaiblie mais elle défend les intérêts de Georges-Léopold de Sponeck, un bâtard de Léopold-Eberhard, pour enrayer la succession de Eberhard-Louis de Wurtemberg. L'affaire n'aboutit pas. Le conseil de Régence intègre Montbéliard à la zone monétaire de la France (livre tournois) en 1726. La ville est occupée par la France durant la guerre de Succession de Pologne d'avril 1734 à octobre 1735. La France maintient une forte pression douanière, et les habitants du pays de Montbéliard se lancent dans la contrebande, notamment de tabac, et exportent en Suisse.
Depuis le décès du prince Léopold-Eberhard (1723), il n'y a plus de princes-résidents à Montbéliard. Eberhard-Louis de Wurtemberg (1723-1733) conduit depuis Stuttgart un règne de 10 ans sans histoire par l'intermédiaire de son conseil de Régence. Charles-Alexandre de Wurtemberg (1733-1737), son cousin, lui succède. Il se convertit au catholicisme mais maintient le luthéranisme à Montbéliard et respecte la charte de franchise. Son fils, Charles II de Wurtemberg (où Charles-Eugène, 1737-1793) laisse le pouvoir, tout comme son père, aux mains du conseil de Régence. En 1769, il nomme son frère cadet Frédéric-Eugène Stathouder du comté de Montbéliard où il s'installe en 1769. Il fit construire un château à Étupes, village proche de Montbéliard (cette belle résidence d'été fut détruite quelques années après la Révolution) Frédéric-Eugène fut donc le dernier prince-résident et il s'enfuira avec toute sa famille dans le Wurtemberg à l'arrivée des premiers soldats de la Révolution.

### Économie et société
Les récoltes sont plus productives, les épidémies sont moins violentes, la famine a disparu même si des disettes ont lieu en 1770-1771 et 1788-1789. La population passe de 12 000 à 26 000 habitants mais elle se ruralise car la ville ne passe que de 2 900 à 4 000 habitants. Une émigration se développe, une communauté montbéliardaise protestante se forme même au Canada à Lunenburg (Nouvelle-Écosse actuelle), ville fondée par les Britanniques avec des colons protestants surtout germanophones, mais aussi francophones. Pierre Abraham Lorillard, fondateur de la société multinationale de tabac américaine Lorillard, est issu de cette communauté.
Les exploitations étaient petites et vivrières avec souvent une chènevière. Les familles anabaptistes avaient les plus grandes terres. L'artisanat était actif avec une omniprésence du textile (verquelures, tanneurs), il était organisé par des corporations. Frédéric Japy commence ses premières montres, les Forges d'Audincourt sont en plein essor. Le commerce suit la même dynamique. 50 marchands se réunissent aux Halles chaque semaine et une foire mensuelle est organisée. La contrebande de tabac était prospère.

### Situation religieuse
Les pasteurs sont bien formés et cultivés. Ils doivent faire face au piétisme qui prône une accentuation plus prononcée de la piété. Toutefois, la vie religieuse est assez calme ; la recette ecclésiastique est fournie ; un Conseil réunit tous les pasteurs du comté de Montbéliard et les pasteurs ruraux doivent prêcher à Saint-Martin une fois par an. Une caisse est créée pour la retraite des pasteurs et les veuves. Le Grand Consistoire juge les mœurs avec rigueur. L'hôpital, l'orphelinat et les écoles sont bien gérés. La tolérance règne pour les protestants : si les calvinistes font leur culte en privé, les anabaptistes vivent à l'écart. Quant aux catholiques, ils sont victimes de sévères discriminations, la célébration de la messe étant strictement interdite depuis 1538.

## Montbéliard et la Révolution française

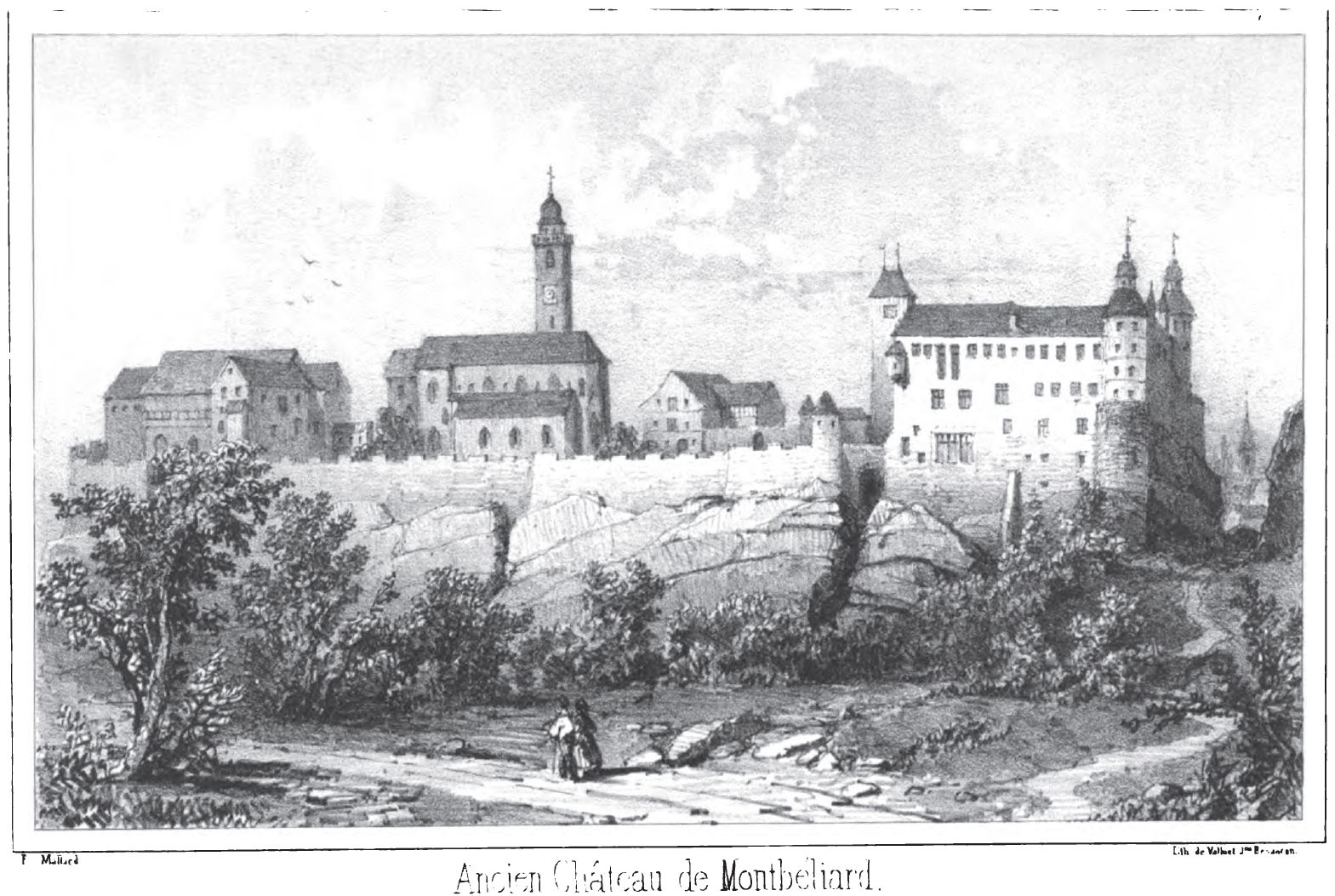
Gravure de 1840 légendée "l'ancien château de Montbéliard", le montrant en piteux état.

### Annexion de Montbéliard
À partir de 1789, un petit parti pro-français naît. En 1792, le mécontentement est vif à l'encontre du stathouder Frédéric-Eugène car une ceinture douanière renforcée isole le comté de Montbéliard et plus rien ne s'échange avec la France ; le pays vit un marasme économique sans précédent et l'on a faim. Le parti révolutionnaire tente de prendre le pouvoir. Finalement, les soldats de la Révolution arrivent, et Montbéliard est annexé sans combats le 10 octobre 1793 par le conventionnel Bernard de Saintes. Les commerçants, et surtout les industriels avaient subrepticement œuvré à l'annexion, car elle permettait d'ouvrir un grand marché pour leurs produits. Le Stathouder Frédéric-Eugène prend la fuite avec sa famille. La Révolution française crée un bouleversement dans les us et coutumes des habitants du pays, mettant par exemple un terme au système étouffant des corporations. Ces changements sont, dans un premier temps, plutôt bien accueillis car ils semblent apporter plus d'égalité et de tolérance religieuse. Mais le rattachement à la France apportera son lot de troubles et de spéculations dans les monnaies. Les impôts sont augmentés (Bernard de Saintes impose la population de 400 000 livres.) Les châteaux de Montbéliard et d'Étupes sont pillés, le premier devient un hôpital militaire, le second est détruit. En revanche, l'économie reprend bien grâce à la suppression des frontières. La famille Sahler emploie ainsi 800 ouvriers dans la rue de la Schliffe pour la confection de vêtements.
Administrativement, Montbéliard est d'abord rattaché à la Haute-Saône et devient chef-lieu d'un district le 11 octobre 1793. En 1797, la ville est rattachée au Mont-Terrible avec pour chef-lieu Porrentruy (Suisse) qui avait été organisé en département français depuis le 23 mars précédent, suivant les vœux des habitants de la région de Porrentruy, organisés depuis le 27 novembre 1792 en République rauracienne. Mais ce rattachement est jugé contre-révolutionnaire et Montbéliard est rattaché alors au Haut-Rhin.

### Des idéaux révolutionnaires mal acceptés
La culture démocratique pré-révolutionnaire de Montbéliard en fait un cas d'exception - qui ne manque pas d'irriter Bernard de Saintes, personnalité dont les Montbéliardais ne regretteront pas le départ. La guillotine de Montbéliard n'a jamais été utilisée alors que même Bernard de Saintes provoque en 69 jours de mission à Dijon 580 emprisonnements, 11 exécutions et 23 déferrements devant le tribunal révolutionnaire à Paris. La loi du maximum des salaires et des prix, les mobilisations pour l'armée étaient mal acceptées. Enfin et surtout, le culte de l'Être suprême était rejeté par les Luthériens, de même que, en 1794 et surtout 1795, la politique de déchristianisation : l'interdiction des cultes religieux, la mise au chômage (sans paye) des pasteurs, la fermeture des écoles luthériennes. Cette politique crée brièvement de sérieuses oppositions à la République française qui est même conspuée aux cris de "Vive le Wurtemberg". Cette révolte est toutefois sans lendemain car le 7 août 1796, le duc de Wurtemberg, Frédéric-Eugène de Wurtemberg, héritier de ses frères et de leurs prétentions sur la principauté de Montbéliard, cède la principauté à la France, lors du Traité de Paris. L'avènement du Consulat finira de calmer les esprits.

### L’intégration de Montbéliard à la France
En 1801, le traité de Lunéville reconnaît officiellement pour la première fois sur le plan international que Montbéliard est une ville française. Le concordat de Napoléon permet de restaurer les cultes et de relancer l'économie. L’Église luthérienne est rattachée à Strasbourg, le temple est restauré. Le maire Rossel négocie le rattachement définitif au Doubs, en 1816, la ville devient une sous-préfecture, ce qu'elle est encore actuellement.
En 1814, on note le passage du tsar Alexandre Ier à Montbéliard. Il veut connaître les lieux où sa mère, Sophie-Dorothée de Wurtemberg a vécu avant d'épouser le tsarévitch Paul, fils de la grande Catherine de Russie.

## Montbéliard auXIXesiècle

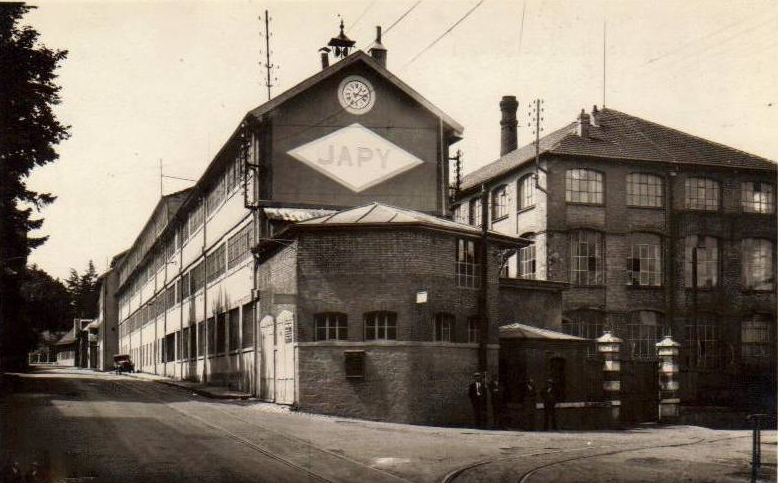
L'usine Japy à Beaucourt.

### Vie économique et sociale
Montbéliard est un bourg rural avant tout. La ville se spécialise dans l'élevage, la fameuse race de vache Montbéliarde, développée grâce aux fermiers anabaptistes, est appréciée et reconnue en 1889 grâce au député Jules Viette. Le blé et l'orge étaient cultivés pour la bière, et on trouvait même un peu de vignoble. Jusqu'à la première guerre mondiale, Peugeot et Japy ne dominaient pas encore la région. L'horlogerie est omniprésente avec deux grosses entreprises : Vincent-Rouse et Marti. Le textile était dominé par les familles Sahler et Bourcard. Les tanneries, les tuileries tenues par les Italiens, le usines de bois Schwander, les usines d'outillage Goguel et d'autres petites fabriques font tourner le reste de l'économie. La gare et le tramway apparaissent. Les banques familiales Morel et Goguel s'occupent du secteur financier au début du XIXe siècle.
Les dirigeants, pour la plupart, sont des luthériens, ils dominent la vie politique et jouent un grand rôle social. Les classes moyennes se développent à la fin du siècle et commencent à avoir un poids politique. Les classes populaires vivent mal : disettes, alcoolisme, logements insalubres, conditions de travail dures… Toutefois, les mouvements sociaux sont rares à cause de la petite taille des entreprises.

### Vie politique
La restauration française redonne le pouvoir aux notables luthériens. Le Second Empire est mal accueilli mais finalement devient populaire car l'empereur fait construire la voie ferrée qui permet le développement de la ville. La libéralisation de Napoléon III amène la concurrence et une opposition républicaine surgit avec Jules Viette et le député Dorian.

#### Guerre de 1870-1871
La Guerre franco-prussienne de 1870 survient et la ville est occupée le 8 novembre 1870 par les Prussiens. En janvier 1871, l'Armée de l'Est, dite de Bourbaki, arrive massivement sur les hauteurs de Montbéliard. Son but est de couper les lignes de communication allemandes et de délivrer Belfort où le colonel Denfert-Rochereau est assiégé avec ses troupes dans la citadelle. Des combats se déroulent dans Montbéliard les 15 et 16 janvier, la ville étant aux mains des Français et le château restant tenu par les Allemands. Mais Bourbaki n'a pas les forces suffisantes pour atteindre Belfort et le 17 janvier l'armée Bourbaki engage sa retraite vers le sud et quitte donc Montbéliard. À la signature de l'armistice, l’Alsace est annexée à l'Allemagne, à l'exception du territoire de Belfort, détaché du Haut-Rhin à cette occasion. Montbéliard, 20 km au sud de Belfort, ne fut pas inquiétée. Le premier député socialiste, Ablitzer, est élu en 1912.

#### IIIe République

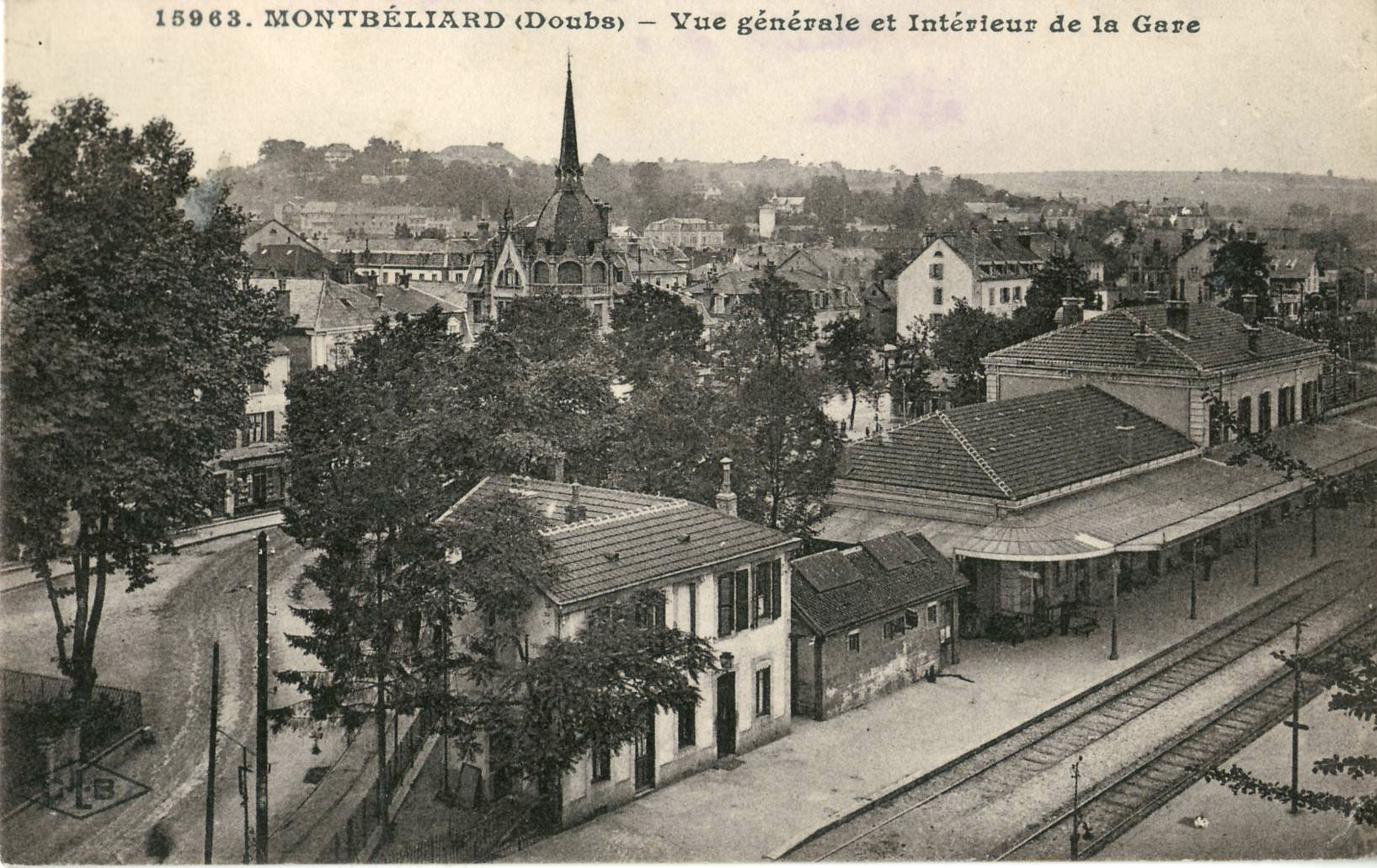
La gare de Montbéliard, au tout début du XX.
Le chemin de fer dessert la ville dès 1858.

La mairie est dominée par les luthériens jusqu'en 1900 avec une arrivée progressive de maires républicains. Le parti radical gagne en influence avec la montée des classes moyennes. Montbéliard n'est pas touché par le boulangisme et l'affaire Dreyfus grâce à l'esprit tolérant de ses habitants.

### Religion et culture
Le comté de Montbéliard et les quatre seigneuries de Blamont, Clémont, Héricourt et Châtelot formaient ensemble la Principauté de Montbéliard. L'enseignement et la culture y sont dominés par l'Église luthérienne jusqu'à la IIIe République. « L'école modèle » est fondée par l'Église en 1838 pour former les instituteurs, le collège universitaire créé en 1811 est sous son contrôle, les cours du secondaires pour jeunes filles sont donnés par les pasteurs. La société d'émulation est créée par des médecins luthériens en 1851. La bibliothèque est fondée en 1819 par Duvernoy. L’anticléricalisme apparaît sous la IIIe République et l'Église luthérienne perd en influence. Les catholiques sont très présents dans le monde ouvrier venu des régions environnantes ; après la démolition de l'église Saint-Maimboeuf au château, une nouvelle est érigée au Faubourg (autrefois la « Neuve-ville »). Son emplacement n'est pas le fruit du hasard : l'édifice « écrase » de sa masse le temple Saint-Georges (construit sous l'Ancien Régime par le prince Georges II) afin marquer la reconquête du catholicisme dans la ville. L'enseignement primaire ne se développe qu'à partir de 1900 avec la construction de trois écoles. Une École normale d'instituteurs est créée aux Huisselets en 1880 par Jules Viette puis devient un lycée professionnel en 1892. À la veille de la première guerre mondiale, les écoles sont devenues laïques. La vie intellectuelle reste dominée par les luthériens avec leur empreinte dans l'imprimerie et la presse (Le 14 juillet », Le Pays de Montbéliard) mais aussi le sport (cyclisme, gymnastique).

## Montbéliard auxXXesiècleetXXIesiècle

### Développement économique

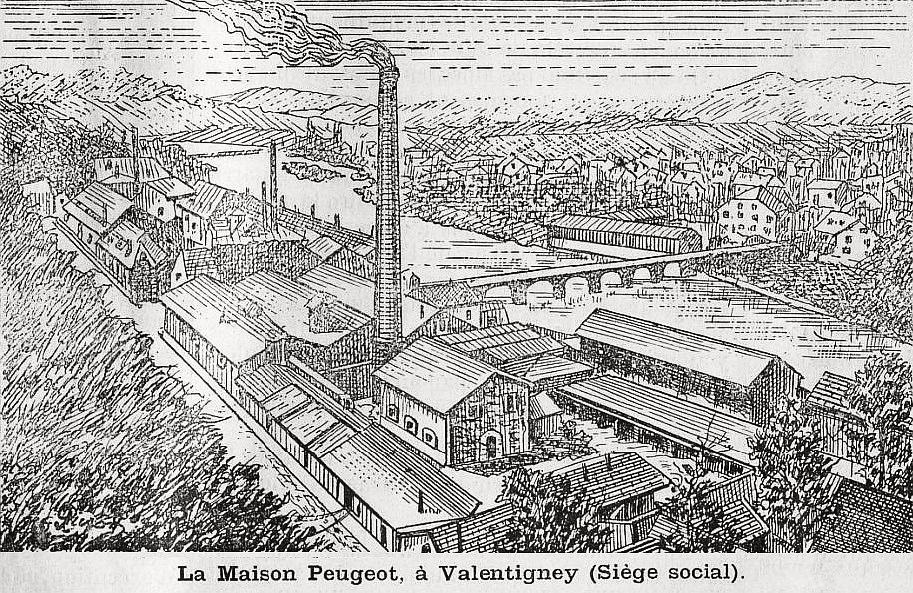
L'usine Peugeot de Valentigney en 1897.

Au début du XXe siècle, c'est l'essor de la production automobile en Franche-Comté, de multiples entreprises se créent. Parmi elles, celles de la famille Peugeot dont la première usine, consacrée à la fabrication d'outillages divers (et des fameux moulins à café) est à Hérimoncourt depuis 1833. Après avoir ouvert des usines à Pont-de-Roide, Valentigney et même à Lille, Audincourt, Peugeot investit en 1912 une zone marécageuse mais à peu près plane, encore non bâtie, pour y installer une usine de grandes dimensions. L'emprise du terrain est répartie à peu près également entre Montbéliard et Sochaux, mais l'adresse des "grands bureaux" est à Sochaux, ce qui détermine l'appellation de l'usine qui reste aujourd'hui un site de production essentiel pour le Groupe PSA. La Première Guerre mondiale consacre la production de masse : le site produit 9 000 voitures en 1913, 50 000 en 1937.

### La deuxième Guerre mondiale
Les capacités industrielles des usines Peugeot seront mises à profit par l'occupant qui met l'entreprise sous tutelle dès l'été 1940.
La participation des cadres et ouvriers sochaliens à la résistance permet toutefois de limiter les bénéfices retirés par l'Allemagne de cette situation. Cela n'évitera pas un bombardement allié des usines dans la nuit du 15 au 16 juillet 1943 où 137 bombardiers de la RAF largueront près de 1 000 bombes. Gênés par la météo difficile, les bombardiers ne touchent que des ateliers non essentiels mais détruisent 400 bâtiments en ville, faisant 120 morts, 250 blessés et plus de 1 200 sinistrés.

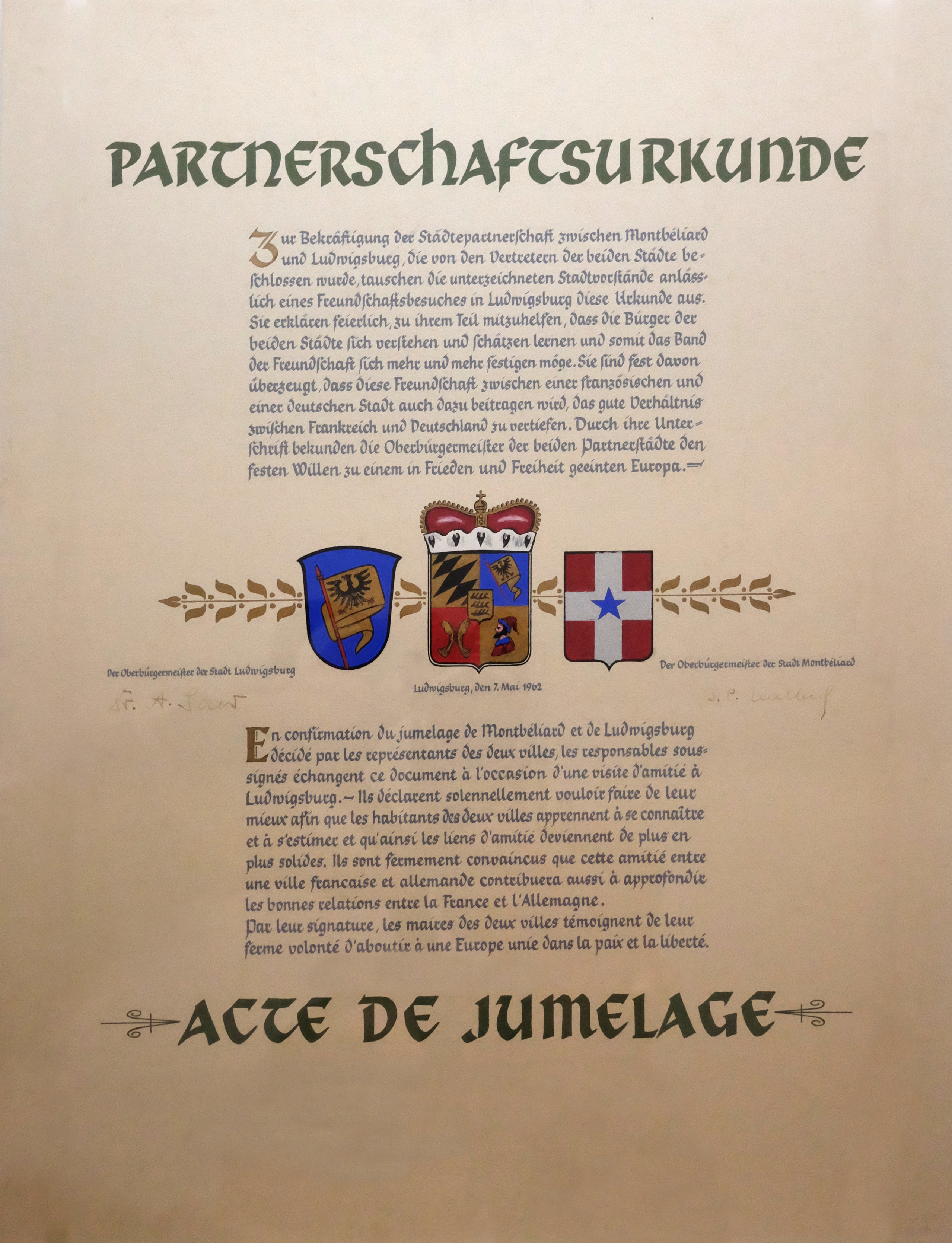
Charte de jumelage entre Montbéliard et Ludwigsburg.

Traversée par le Schutzwall West, la ville est libérée de l'occupation allemande le 17 novembre 1944 par le général de Lattre de Tassigny, à la tête du CC5 de la 5e division blindée.
Montbéliard sera une ville pionnière de la réconciliation franco-allemande en étant la première ville française jumelée avec une ville allemande, Ludwigsburg, en 1950, à l'initiative du maire Lucien Tharradin, lui-même ancien résistant et rescapé de Buchenwald.

### Après-Guerre

Carte de Montbéliard montrant la progression de son urbanisation au XXe siècle.

Pendant les Trente glorieuses, la ville de Montbéliard a accueilli une population immigrée importante (30 % en 2014) essentiellement en raison du développement de la société Automobiles Peugeot qui concentre à Sochaux-Montbéliard la totalité de sa production automobile jusqu'en 1971 (date où un premier véhicule sort d'une 2ème usine Peugeot, construite près de Mulhouse).
La crise de Mai 1968 se traduit sur place par un mouvement social d'une ampleur exceptionnelle qui se déroule d'ailleurs essentiellement en juin 1968, déclenche l'occupation de l'usine et provoque deux décès (sur les 3 occasionnés par les événements à l'échelle nationale). En 1980, l'usine Peugeot de Sochaux-Montbéliard compte 42 000 salariés, la ville dépasse les 30 000 habitants et le district urbain 140 000.

### Déclin de l'emploi ouvrier et adaptation
À partir des années 1970, à la suite du premier et surtout du second choc pétrolier, la concurrence étrangère met à mal l'industrie automobile française. L'exigence de rentabilité pèse dès lors lourdement sur l'emploi qui évolue de plus vers des qualifications plus élevées en raison de l'apparition des robots industriels. En trente ans, les effectifs de Peugeot baissent de 29 000 et les populations immigrées sont incitées au retour. La population décroît en effet : la ville a perdu 6 000 habitants depuis 1975 et l'agglomération près de 30 000. Le Pays de Montbéliard cherche alors à diversifier ses assises économiques.
La ville de Montbéliard connaît dans les années 2000 une augmentation de sa délinquance : 63,7 crimes et délits pour 1 000 habitants en 2014 pour une moyenne de 48,7 sur l'ensemble du territoire français.